# Michael Murphy (acteur)
Michael George Murphy (Los Angeles, 5 mei 1938) is een Amerikaans acteur.

## Biografie
Murphy heeft gestudeerd aan de universiteit van Californië in Los Angeles. Na zijn studie heeft hij bij de United States Marine Corps gezeten. Voordat hij als acteur begon heeft hij voor twee jaar les gegeven aan een high school. 
Murphy begon in 1963 met acteren in de televisieserie Combat!. Hierna heeft hij nog meer dan 110 rollen gespeeld in televisieseries en films zoals M*A*S*H (1970), What's Up, Doc? (1972), Phase IV (1974), Manhattan (1979), The Year of Living Dangerously (1982), Salvador (1986), Batman Returns (1992), Magnolia (1999), X-Men: The Last Stand (2006) en Greta (2009).
Murphy was van 1988 tot en met 2009 getrouwd met Wendy Crewson en samen hebben ze twee kinderen.

## Filmografie

### Films
Selectie:
- 2019 Rolling Thunder Revue: A Bob Dylan Story by Martin Scorsese – als de politicus
- 2013 White House Down – als Alvin Hammond
- 2009 Greta – als Joseph
- 2006 The Wind in the Willows – als rechter
- 2006 Away from Her – als Aubrey
- 2006 X-Men: The Last Stand – als Warren Worthington II
- 2001 Tart – als Mike Storm
- 1999 Magnolia – als Alan Kligman
- 1996 Kansas City – als Henry Stilton
- 1992 Batman Returns – als de burgemeester
- 1986 Salvador – als Thomas Kelly
- 1982 The Year of Living Dangerously – als Pete Curtis
- 1979 Manhattan – als Yale
- 1978 An Unmarried Woman – als Martin
- 1976 The Front – als Alfred Miller
- 1974 Phase IV – als James R. Lesko
- 1972 What's Up, Doc? – als mr. Smith
- 1971 McCabe & Mrs. Miller – als Sears
- 1970 M*A*S*H – als Marston
- 1969 The Arrangement – als pastoor Draddy
- 1969 That Cold Day in the Park – als zatlap

### Televisieseries
Uitgezonderd eenmalige gastrollen.
- 2018 – 2020 American Experience – als verteller (stem) – 5 afl.
- 2019 Street Legal  – als Gerry Czernik  – 2 afl.
- 2015 Rogue  – als George Kelly  – 10 afl.
- 2010 The Bridge – als Ed Wycoff – 12 afl.
- 2004 – 2006 This Is Wonderland – als rechter Maxwell Fraser – 39 afl.
- 2005 Tilt – als Jimmy Molly – 9 afl.
- 2004 Tanner on Tanner – als Jack Tanner – 4 afl.
- 1988 Tanner '88 – als Jack Tanner – 11 afl.
- 1987 Hard Copy – als Andy Omart – 6 afl.
- 1963 Combat! – als soldaat – 2 afl.

- Bibsys: 8004948
- Biblioteca Nacional de España: XX4660360
- Bibliothèque nationale de France: cb140033755 (data)
- Catàleg d'autoritats de noms i títols de Catalunya: 981058521582106706
- Gemeinsame Normdatei: 128678690
- International Standard Name Identifier: 0000 0001 1579 0779
- Library of Congress Control Number: n85376809
- MusicBrainz: 7bbd702f-a919-475e-9c4f-7891f9939b29
- Nationale Bibliotheek van Tsjechië: xx0187241
- Nationale Bibliotheek van Israël: 987007421968505171
- Nederlandse Thesaurus van Auteursnamen: 073476390
- Système universitaire de documentation: 059094362
- Virtual International Authority File: 100319004
- WorldCat: E39PBJrGBMFyWRdfF6wjJpqG73